# NHKみんなのうた 音楽集
『NHKみんなのうた 音楽集』（エヌエイチケーみんなのうた おんがくしゅう）は、NHKの『みんなのうた』のコンピレーション・アルバム。2003年9月25日にエイベックス・モードから発売された。

## 概要
- NHKの子供向けの音楽番組『みんなのうた』で放送された楽曲の中から、全17曲を厳選収録したコンピレーション・アルバム。

## 収録曲
- 1.まっくら森の歌 / 谷山浩子
- 2.WAになっておどろう ～イレ アイエ～ / AGHARTA
- 3.潮騒のうた / Bell&Accordions
- 4.高校3年生 / 直太朗
- 5.ひよこぶたのテーマPART2。 / Cocco
- 6.天下無敵のゴーヤーマン☆ / ガレッジセール
- 7.青い童話 / 千秋
- 8.ハピハピ バースディ / 岡本真夜
- 9.ばぶるばす / いはたじゅり
- 10.涙のチカラ / 花*花
- 11.HAPPY WEEKEND / KONISHIKI
- 12.ブーアの森へ / 忌野清志郎
- 13.ママの結婚 / 坂田おさむ
- 14.恋花火 / 諫山実生
- 15.ちっちゃなフォトグラファー / 石川ひとみ
- 16.テトペッテンソン / 井上順
- 17.きょうも茶ッピーエンド / デューク・エイセス